# Canyon de la rivière Fish

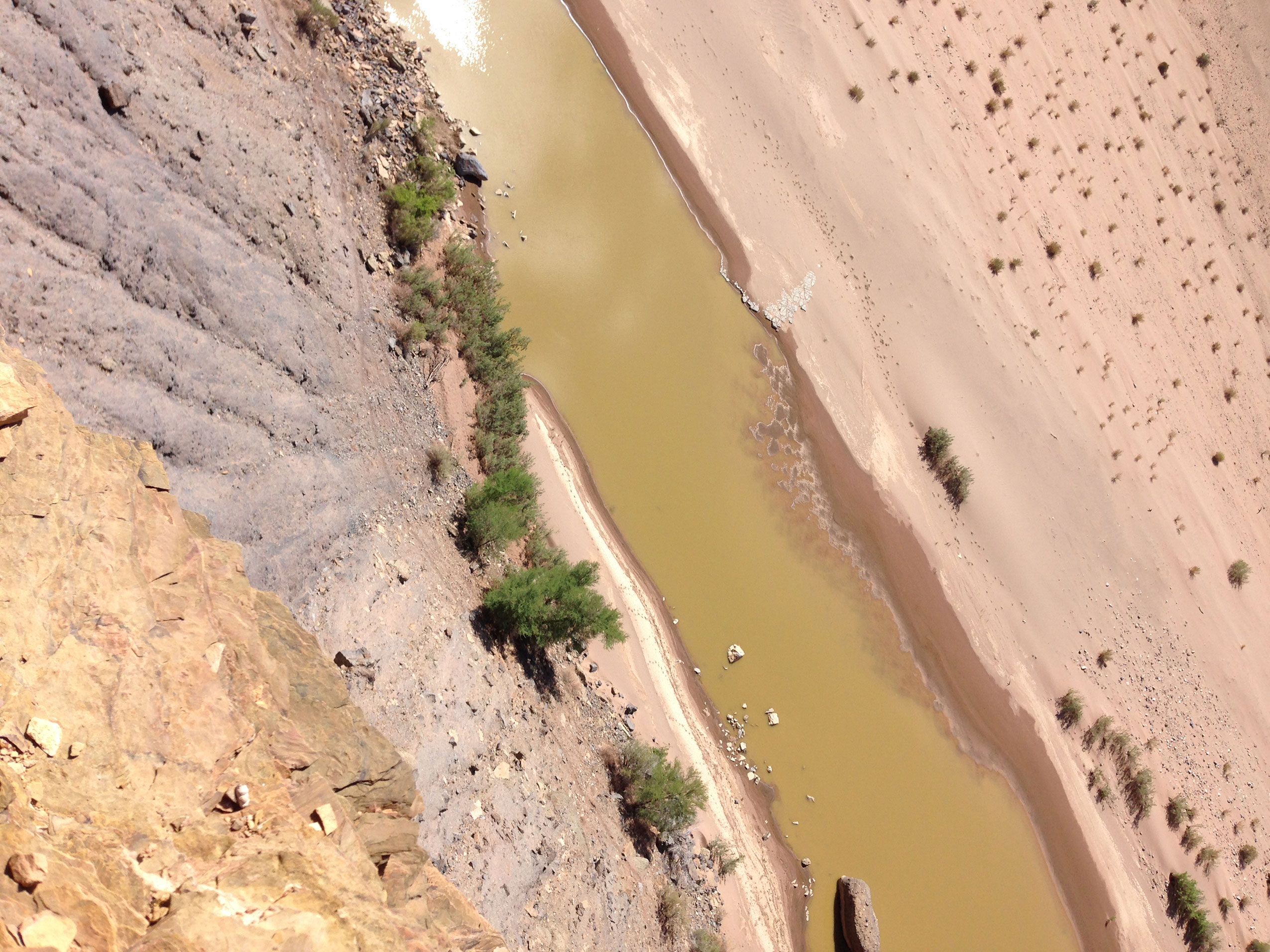
Surplombant de la rivière Fish, un à-pic vertigineux.

Le canyon de la rivière Fish (en anglais Fish River Canyon, en allemand Fischfluss-Canyon et en afrikaans Visrivier Canyon ou Visrivier Afgronde) est un canyon formé par la rivière Fish situé en Namibie méridionale, dans le parc transfrontalier du ǀAi-ǀAis/Richtersveld.
Avec 160 km de longueur, c'est un des plus grands canyons du monde (après le canyon du Yarlung Tsangpo, en Chine, et le  Grand Canyon du Colorado, Arizona) et le premier en Afrique. Il comprend un encaissement de vallée large de plus de 27 kilomètres au maximum pour un commandement jusqu'à 550 mètres. Le canyon figure au second rang des sites les plus visités de Namibie[réf. nécessaire] après Sossusvlei (dans les dunes du Namib).
Le Greater Fish River Canyon Landscape (GFRCL) est constitué d'une mosaïque de paysages partagés entre le /Ai-Ais/Fish River Canyon et Huns Mountains National Park.

## Géographie

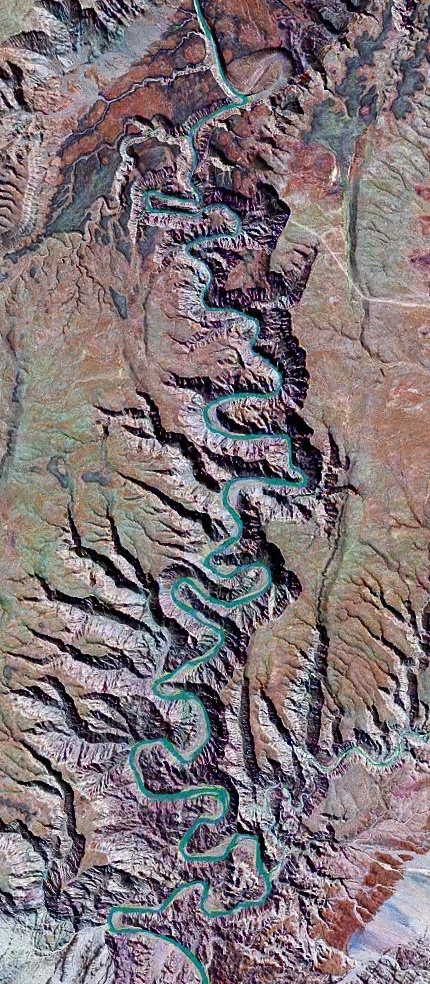
Le tracé du canyon (image satellitale Landsat 7, NASA)

### Géologie
La chronologie révélée par l'incision dans les matériaux géologiques par le canyon de la rivière Fish est remarquable par sa très longue durée.
La géologie de la région s'étend des formations rocheuses relativement jeunes des groupes Karoo et Nama (respectivement 200 et 550 millions d'années) aux roches métamorphiques de Namaqua (environ 1 200 millions d'années) à celles particulièrement anciennes de la vallée du fleuve Orange (plus de 2 000 millions d'années). L'expression topographique (géomorphologique) est variée : plaines rocheuses et sablonneuses, coteaux, plateaux, lignes de crête et de partage du drainage, vallées incisées et cours d'eau éphémère et, constituée particulièrement par le canyon de la rivière Fish, les vallées de Konkiep et de la rivière Orange, les monts Huns et les montagnes Klein Karas.
Le complexe géologique de Namaqua se présente en couches sédimentaires déposées dans une mer peu profonde il y a plus de 1 800 millions d'années et, en roches volcaniques. Après leur dépôt, ces matériaux très anciens ont été couverts par une lente accumulation de sédiments. Au cours du processus, de lentes remontées de magma granitique les ont transformés sous l'effet de fortes pressions et températures en gneiss, amphibolite, schiste et granulite (il y a environ 1 200 millions d'années). Puis, il y a quelque 770 millions d'années, ces roches métamorphiques ont été recoupées par un magma doléritique sous forme de dykes sombres qui apparaissent en saillies dans les parois du canyon.
Quelque 300 millions d'années plus tard, les roches de Namaqua ont de nouveau été exposées à la surface terrestre par l'érosion des couches sus-jacentes pour former le plancher d'une nouvelle mer peu profonde dans laquelle calcaires et schistes se sont alors mis en place (complexe Nama). Comme aucune phase majeure ni de déformation, ni de métamorphisme n'a suivi leur dépôt, ces roches sont encore presque horizontales et ont conservé leurs structures sédimentaires originales. Ceci constitue un contraste net avec les roches métamorphiques massives sous-jacentes du Namaqua.
Vers 350 millions d'années, l'érosion plus récente élimine la plupart des roches de Nama et la vallée initiale s'encaisse profondément. Au cours de la glaciation de Dwyka, approfondie et élargie par les glaciers, la vallée se remplit de dépôts glaciaires (grès et schistes issus de la séquence du Karoo). Le canyon actuel commence à se former lors de l'élévation tectonique post-Karoo du continent africain en formation. Au cours de cette période, les dépôts glaciaires sont presque complètement érodés. Les roches affleurantes actuellement au fond et autour du canyon appartiennent au complexe métamorphique de Namaqua, avec seulement la partie inférieure du groupe Nama (grès et calcaire noir) préservée à proximité du Canyon.
La haute rivière coule à travers des strates horizontales de dolomites. Ces strates se constituèrent il y a environ 650 millions d'années.
Les processus ayant structuré le canyon apparaissent principalement dominés par la tectonique et moins par le climat (contrairement au Grand Canyon du Colorado où le climat a joué un rôle crucial). Des grabens et horsts produits par des failles normales nord/sud et nord-ouest/sud-est (plus tardives) sont apparues au Cénozoïque. Le complexe granitique est visible dans le lit de la rivière à Fingerspitze où la faille est orientée nord-sud et de la gorge, affleure une source chaude.

### Climat
Le canyon de la rivière Fish évolue sous un climat désertique. Durant les mois d'été (d'octobre à mars), la température atteindre 48 °C durant la journée et 30 °C la nuit. Pendant les courts hivers, le gel est possible quelques jours, durant la nuit mais remontent rapidement pendant la journée à 20 à 28 °C. La température moyenne est modérée avec environ 18 °C. Les précipitations annuelles moyennes y sont de l'ordre de 100 mm (120 mm dans la partie Nord et seulement 50 mm près du fleuve Orange). La variabilité interannuelle est très forte et la précipitation difficilement prédictible. Le relief engendre de brefs orages occasionnellement.

### Hydrographie

Le tracé de la rivière Fish

La rivière Fish, la plus longue rivière intérieure de Namibie, n'accueille plus qu'un faible débit comparé aux flots charriés lors des périodes géologiques au climat beaucoup plus humide. La rivière a ainsi creusé un profond canyon dans ce plateau désormais aride et désertique.
La rivière coule par intermittence, souvent avec un pic à la fin de l'été (hautes eaux). Puis à l'étiage, il ne reste qu'une succession de grandes flaques, séparées par des bancs sableux.
À quelque 80 km à l'ouest de Grünau, le canyon de la rivière Fish débute à environ 30 km en amont des sources thermales de ǀAi-ǀAis. À l'extrémité du canyon, le site de l'auberge de la source thermale forme une des principales oasis de la région.

### Flore et végétation

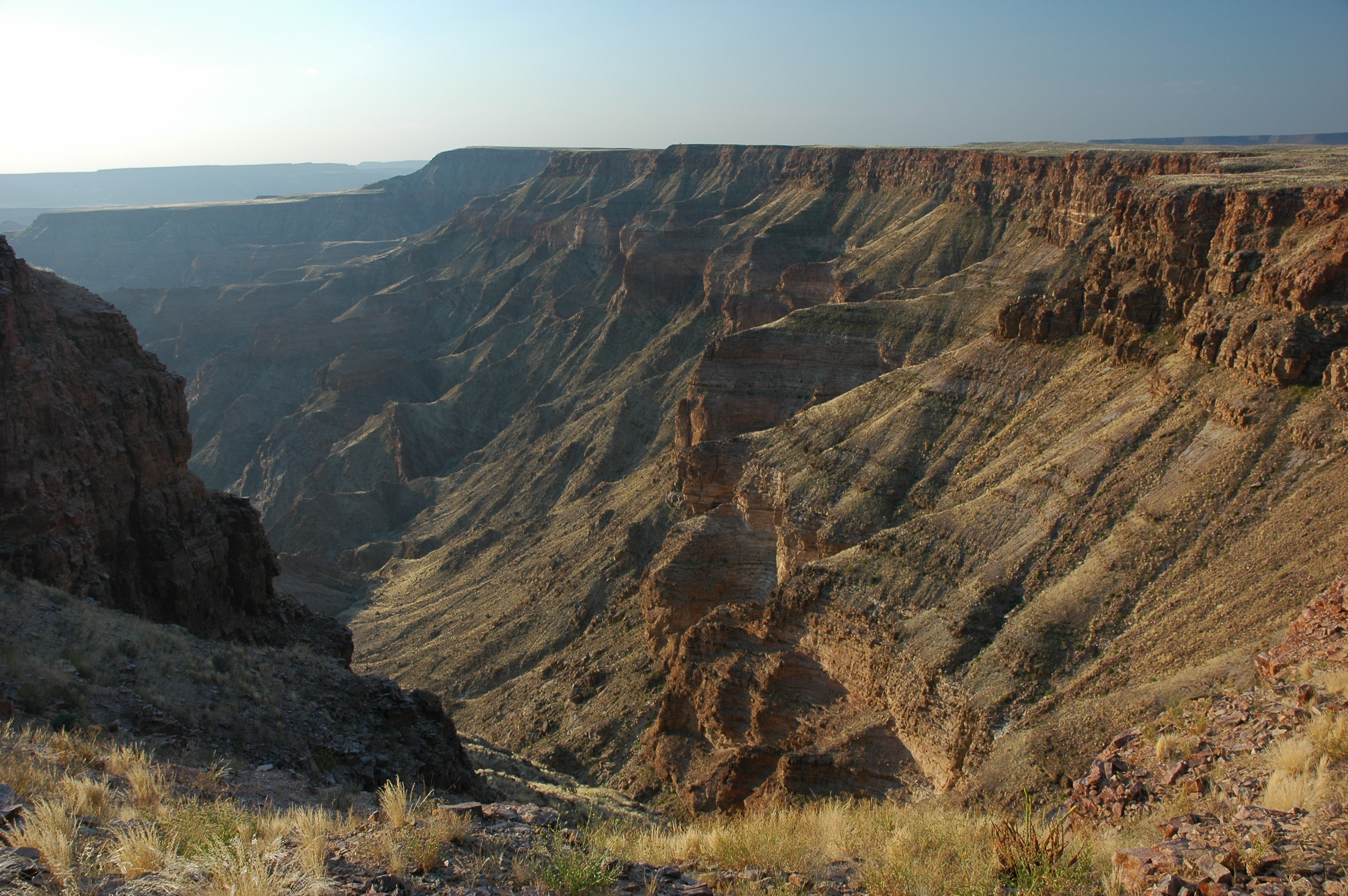
Versant végétalisé du canyon

Les paysages s'étendent sur deux biomes, le Nama Karoo et le Succulent Karoo plus la région de transition entre eux (écotone).
L'écosystème aride des succulentes du Karoo est reconnu comme point chaud de biodiversité. La flore unique de cet écosystème est exceptionnellement diverse avec de nombreuses espèces endémiques (une centaine d'endémiques dans le parc d'/Ai-/Ais Hot Springs), en particulier des succulentes et des espèces à bulbes - adaptées aux conditions extrêmement arides. D'autres adaptations à ses conditions sont des écailles blanches dues à des poils légers et collants qui piégent les grains de sable pour former une coquille protectrice et réduire ainsi les effets de l'assèchement par le vent, de la sève et des épines toxiques pour dissuader les herbivores.
Quatre principaux paysages végétaux se développent dans la région : une steppe à succulentes dans le Sud et le Sud-Ouest, la transition désertique avec des buissons nains, une savane à des arbrisseaux nains et la brousse également. Les pentes sont généralement dominées par les genres Euphorbia, Aloe et Boscia, et les plaines par des espèces comme Rhigozum trichotomum, Parkinsonia africana avec en prairies, des Stipagrostis. Les grandes lignes de drainage sont soulignées (savane arborée) avec Acacia erioloba, Acacia karroo, Tamarix usneoides, Euclea pseudebenus, Rhus lancea, etc.
La population de l'arbre national namibien, le Kokerboom (Aloe dichotoma), se trouve essentiellement dans le sud du pays, quelques beaux spécimens poussent dans la région du Fish River Canyon. L'arbre peut vivre 300 ans et fleurit en hiver (mai à juillet).
De nombreuses plantes grasses, dont le Melkbos au poison dangereux, sont adaptées aux milieux semi-désertiques et peuvent survire à des sécheresses de plus de cinq années.

### Faune
En plus d'une vie végétale riche, la région est également un centre de diversité pour les reptiles et divers groupes d'invertébrés. Elle héberge une variété de mammifères et de nombreux oiseaux endémiques d'Afrique australe. Ainsi le canyon abrite de nombreuses espèces animales comme des chevaux sauvages, des zèbres de montagne de Hartmann, des koudous, des oréotragues, des léopards, des steenboks, des babouins, des springboks et des rongeurs (souris, rats, damans du Cap, rats-dassies).
L'avifaune comprend des pélicans, des aigles noirs, aigles pêcheurs d'Afrique, des martins-pêcheurs, des inséparables, des autruches sauvages et diverses espèces d'oiseaux aquatiques dont des hérons.
Les reptiles et les insectes se trouvent en abondance dans la région (lézards, serpents comme le cobra du Cap, Bitis caudalis, geckos). Diverses sauterelles, des papillons habitent aussi le canyon. Dans les étendues d'eau se trouvent par ailleurs de nombreux poissons.

## Activités

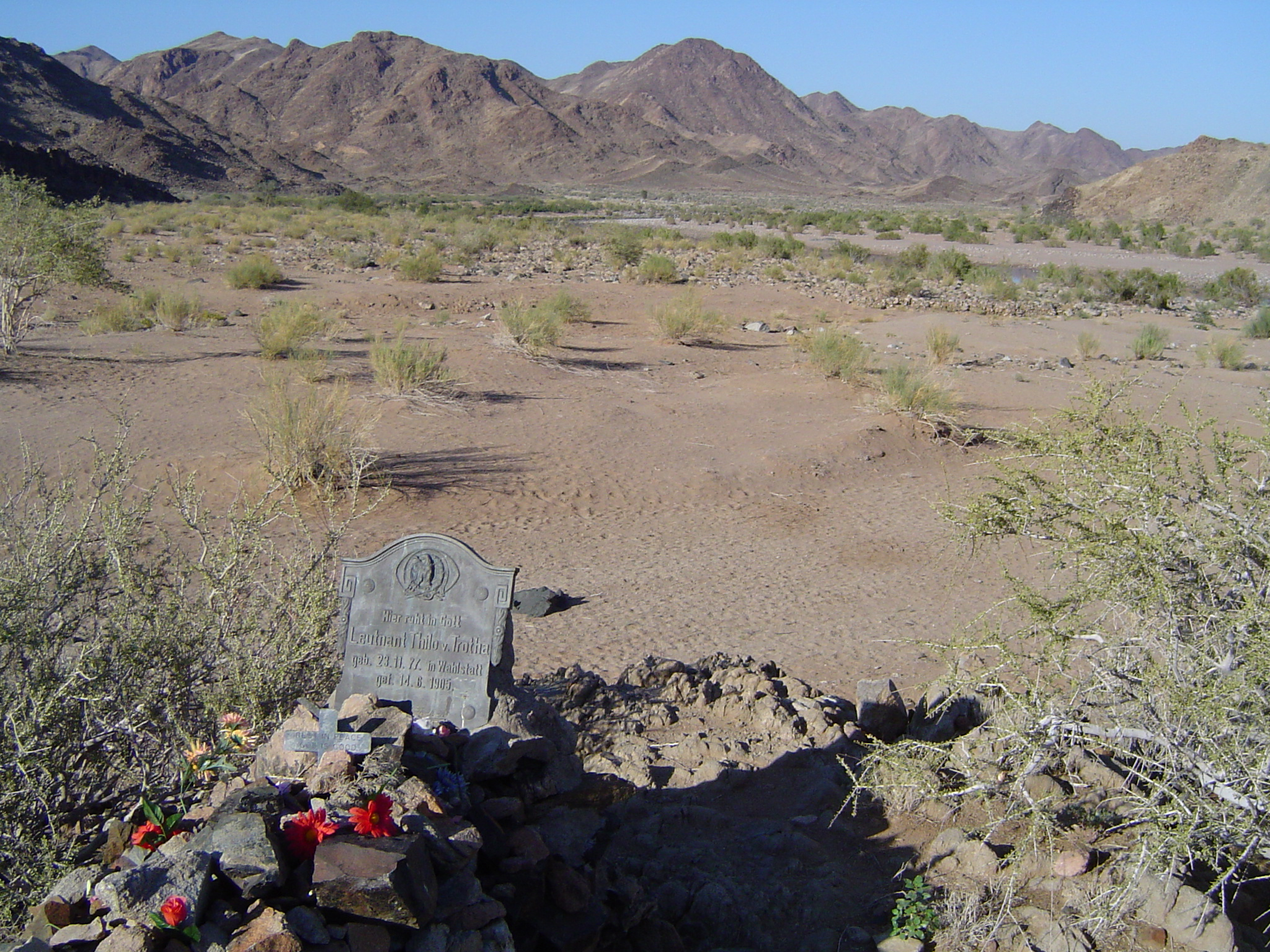
La tombe isolée du lieutenant Thilo von Trotha

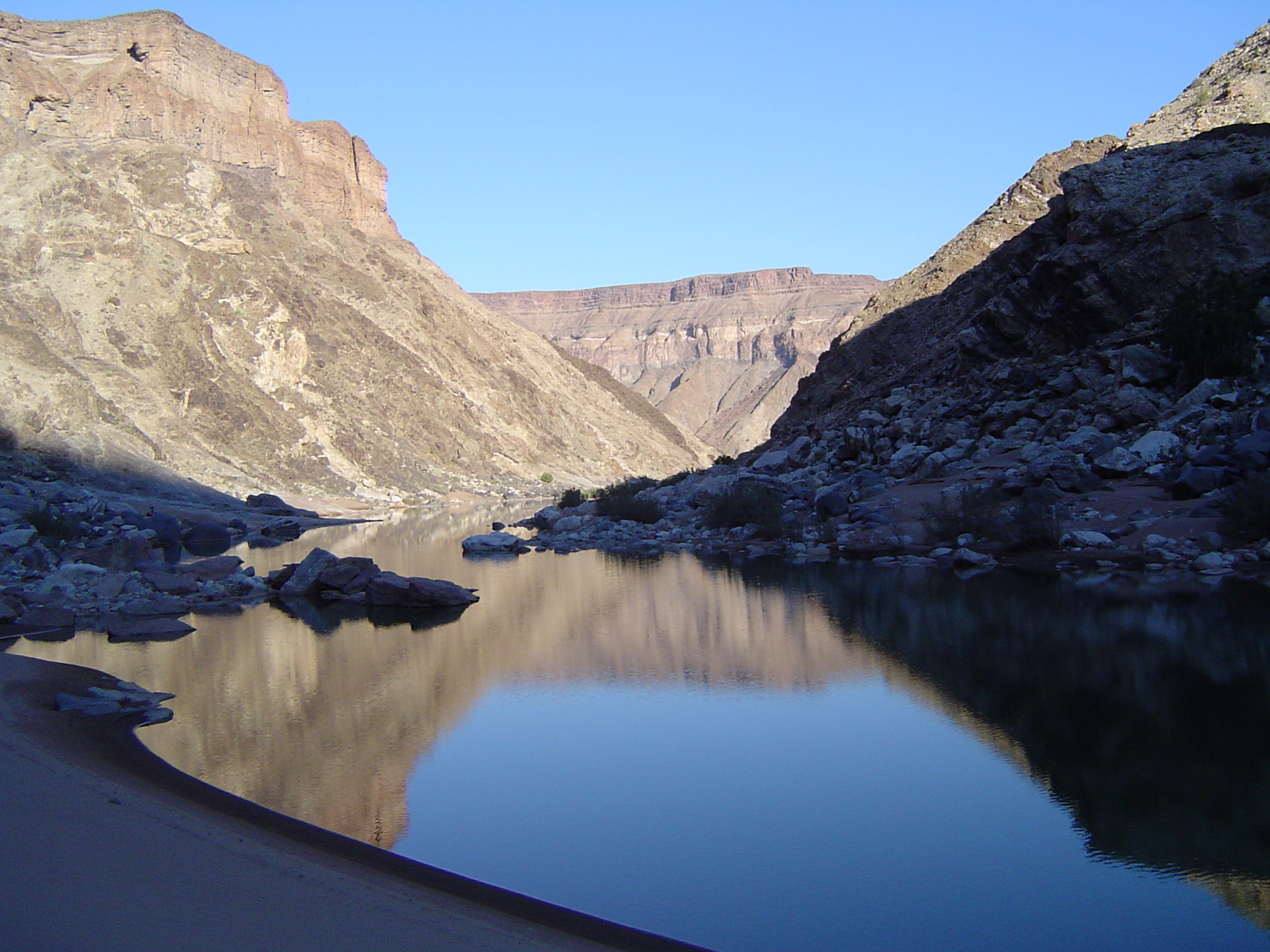
Le lit de la rivière à l'aube

### Réserve naturelle
Des points de vue publics se trouvent à Hobas, un camp à 70 km au nord de ǀAi-ǀAis. Cette partie de la gorge fait partie du parc transfrontalier du ǀAi-ǀAis/Richtersveld. Le site se différencie fondamentalement du Grand Canyon du Colorado, car environ 90 km du canyon est propriété privée (comme le Canyon Nature Park ou Vogelstrausskluft), ce qui fait dès lors que les autres points de vue que Hobas se trouvent généralement en terrains privés des deux côtés du canyon.

### Tourisme
On peut conduire jusqu'à plusieurs points panoramiques (à environ 20 km des hébergements de Gondwana Cañon Park), marcher le long du bord des gorges ou louer un vol scénique.
La randonnée Fish River Hiking Trail, de 3 à 5 jours au fond du canyon, débute à Hobas (Hiker's point) et se termine 85 kilomètres plus au sud à Ai-Ais. Pour des raisons de sécurité, seuls les participants à cette randonnée sont autorisés à descendre dans le canyon ; les contrevenants s'exposent à une amende de 300 rands. Cette randonnée peut être faite en groupe privé (certificat médical demandé, trois participants minimum, réservations aux Wildlife Resorts de Namibie) ou avec un guide du parc (certificat médical demandé, réservations à Trailhopper). Les randonnées dans les canyons ne peuvent être réservées que pour les mois aux températures clémentes c'est-à-dire en hiver (mi-avril à mi-septembre), les températures estivales dépassant régulièrement 45 °C.
Il n'existe pas d'infrastructure d'accueil le long de la rivière : les randonneurs doivent être autonomes (trousse médicale d'urgence et des tablettes pour purifier l'eau – il y a généralement de l'eau dans le canyon), et dorment hors du site. Les structures d'accueil au départ et à l'arrivée font partie du Parc transfrontalier du ǀAi-ǀAis/Richtersveld. Il est fortement recommandé de réserver plusieurs semaines à l'avance, voire plusieurs mois pour les saisons de haute affluence touristique.
La marche commence par une descente de 500 mètres, généralement de 1 à 2 heures. Le chemin suit alors le lit de la rivière, avec quelques raccourcis. Les pieds sont généralement très éprouvés, la randonnée comprenant de nombreux chemins pierreux, sablonneux et des traversées de rivière.